# Ecitomyia ocellata
Ecitomyia ocellata är en tvåvingeart som beskrevs av Borgmeier 1960. Ecitomyia ocellata ingår i släktet Ecitomyia och familjen puckelflugor. Inga underarter finns listade i Catalogue of Life.